# Liste der Naturdenkmale in Springe
Die Liste der Naturdenkmale in Springe nennt die Naturdenkmale in Springe in der Region Hannover in Niedersachsen.

## Naturdenkmale
Im Gebiet der Stadt Springe sind 7 Naturdenkmale verzeichnet.
| Bild            | Bezeichnung              | Ort, Lage                                                    | Beschreibung | Schutzzweck                | Nummer   |
| --------------- | ------------------------ | ------------------------------------------------------------ | --- | -------------------------- | -------- |
| Fotos hochladen | 1 Findling               | Springe Jägerallee (52° 12′ 53,6″ N, 9° 33′ 7,3″ O)          | 95 cm hoher Granitstein. | heimatkundliche Bedeutung. | ND-H 106 |
| Fotos hochladen | 2 Kastanien              | Springe (52° 12′ 31,7″ N, 9° 33′ 11,6″ O)                    | Die beiden Kastanien vor dem Amtsgericht sind ortsbildprägend und aufgrund ihres Alters selten. |                            | ND-H 107 |
| Fotos hochladen | 1 Findling               | Gestorf Hannoversche Straße (52° 13′ 3,6″ N, 9° 42′ 17,8″ O) | 65 cm hoher Granitstein. an einer Hofeinfahrt | heimatkundliche Bedeutung. | ND-H 110 |
| Fotos hochladen | 1 Eiche                  | Lüdersen (52° 15′ 33,7″ N, 9° 40′ 12,9″ O)                   | Imposante, gesunde alte Eiche mit stark ausgebreiteter Krone und entsprechend hoher Bedeutung für das Landschaftsbild. Aufgrund des Alters und der Ausprägung ist der Baum selten und schutzwürdig.                                                                   |                            | ND-H 112 |
| Fotos hochladen | Stieleiche „Königseiche“ | Altenhagen I (52° 10′ 43,2″ N, 9° 30′ 30″ O)                 | Alte Eiche inmitten der Feldflur, am Rand einer Grünlandfläche. Der Baum ist teilweise hohl und aufgrund des Alters und seiner durch das langsame Absterben gekennzeichneten Gestalt schutzwürdig.                                                                    |                            | ND-H 113 |
| Fotos hochladen | Feldahorn in Springe     | Springe (52° 12′ 26,9″ N, 9° 33′ 15,4″ O)                    | Einzigartiges, weil besonders altes und großes Exemplar des Feldahorns. Standort vor der St.-Andreas-Kirche |                            | ND-H 180 |
| Fotos hochladen | Findling im Osterfeld    | Gestorf Jahrtausendwende (52° 12′ 59,4″ N, 9° 42′ 47,6″ O)   | Aufgrund der Ausmaße, aber auch wegen seiner mineralogischen Beschaffenheit (Leitgeschiebe!) und der sehr gut ausgeprägten Schliffmerkmale ist der Findling naturdenkmalwürdig. Standort zusammen mit einem kleineren Findling auf einem Kinderspielplatz. Infotafel. | Ausmaße, Beschaffenheit    | ND-H 205 |

## Ehemalige Naturdenkmale
Seit dem Jahr 2001 wurde der Schutz für 3 Naturdenkmale im Gebiet von Springe aufgehoben.
| Bild            | Bezeichnung                             | Ort, Lage                                                                   | Beschreibung | Schutzzweck                                     | Nummer   |
| --------------- | --------------------------------------- | --------------------------------------------------------------------------- | --- | ----------------------------------------------- | -------- |
| Fotos hochladen | Findling                                | Springe Kurzer Ging (52° 12′ 59,3″ N, 9° 32′ 19,4″ O)                       | als lokal vorkommender Sandstein erkannt, daher Schutz aufgehoben                                                  | großer Findling mit heimatkundlicher Bedeutung. | ND-H 105 |
| Fotos hochladen | Traubeneiche (sog. von Bennigsen-Eiche) | Bennigsen (52° 14′ 51,4″ N, 9° 39′ 27,4″ O)                                 | Gerade gewachsener Stamm und hoch angesetzte Krone. Abgestorben, vom Riesenporling befallen, bei Sturm umgestürzt. | seltene Baumart                                 | ND-H 147 |
| Fotos hochladen | Trauerweide                             | Lüdersen auf dem Grundstück Im Thiefeld 9 (52° 15′ 14,2″ N, 9° 40′ 44,6″ O) | im Oktober 2009 auseinandergebrochen und komplett entfernt.                                                        |                                                 | ND-H 148 |